# Campeón de Campeones 1945-46
El Campeón de Campeones 1945-46 fue la V edición del Campeón de Campeones que enfrentó al campeón de la Liga 1945-46: Veracruz y al campeón de la Copa México 1945-46: Atlas.
El título se jugó a partido único realizado en el Parque Asturias de la Ciudad de México. Al final de éste, el Atlas consiguió adjudicarse por primera vez en su historia este trofeo.

## Participantes
| Veracruz |  |  |  | Campeón de la Primera División de México (1945-46) |
| Atlas    |  |  |  | Campeón de la Copa México (1945-46)                |

## El partido
| 21 de julio de 1946 | Veracruz                     | 2:3 (2:1) | Atlas                                           | Parque Asturias, Ciudad de México |                           |
|                     | de la Fuente 24' · Durán 36' |           | Pairoux 43' (pen.) · Flores 56' · Carniglia 87' | Árbitro(s): Carlos Esteva         | Árbitro(s): Carlos Esteva |

| Campeón de Campeones 1945-46 |
| ---------------------------- |
|                              |
| Atlas                        |
| 1° Título                    |